# چیزی که تو را زیبا می‌کند
«چیزی که تو را زیبا می‌کند» تک‌آهنگی از وان دایرکشن است که در سال ۲۰۱۱ میلادی منتشر شد. این تک‌آهنگ در آلبوم همه شب بیدار (آلبوم وان دایرکشن) قرار داشت.
این تک‌آهنگ در چارت‌های اسکاتلند، ایرلند، بریتانیا در رتبه اول و در چارت‌های، استرالیا، فلاندرز، نیوزلند، جزو ده ترانه اول قرار گرفت.